# Castello di Tonbridge

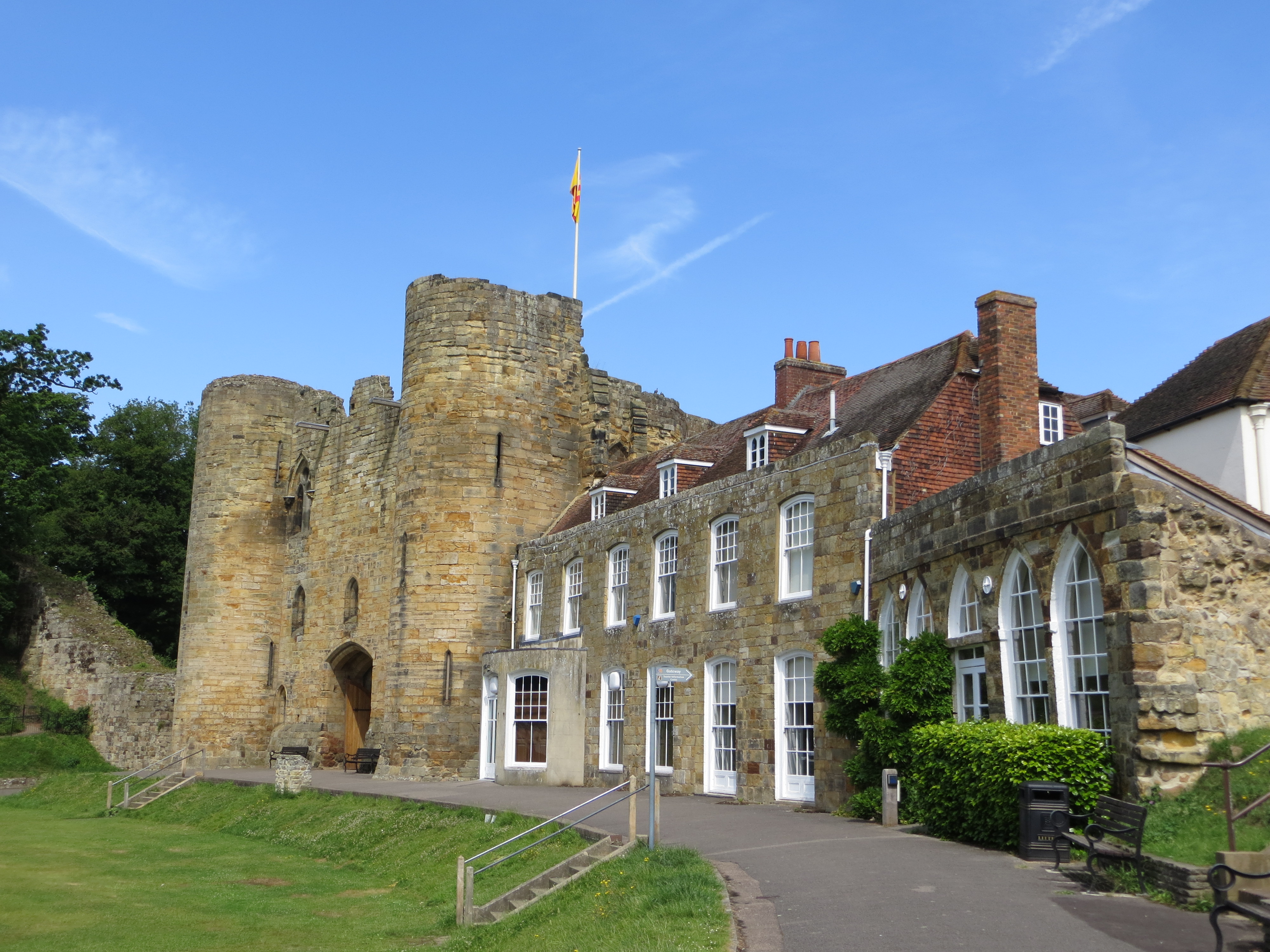
Il castello di Tonrbidge con a fianco la residenza settecentesca

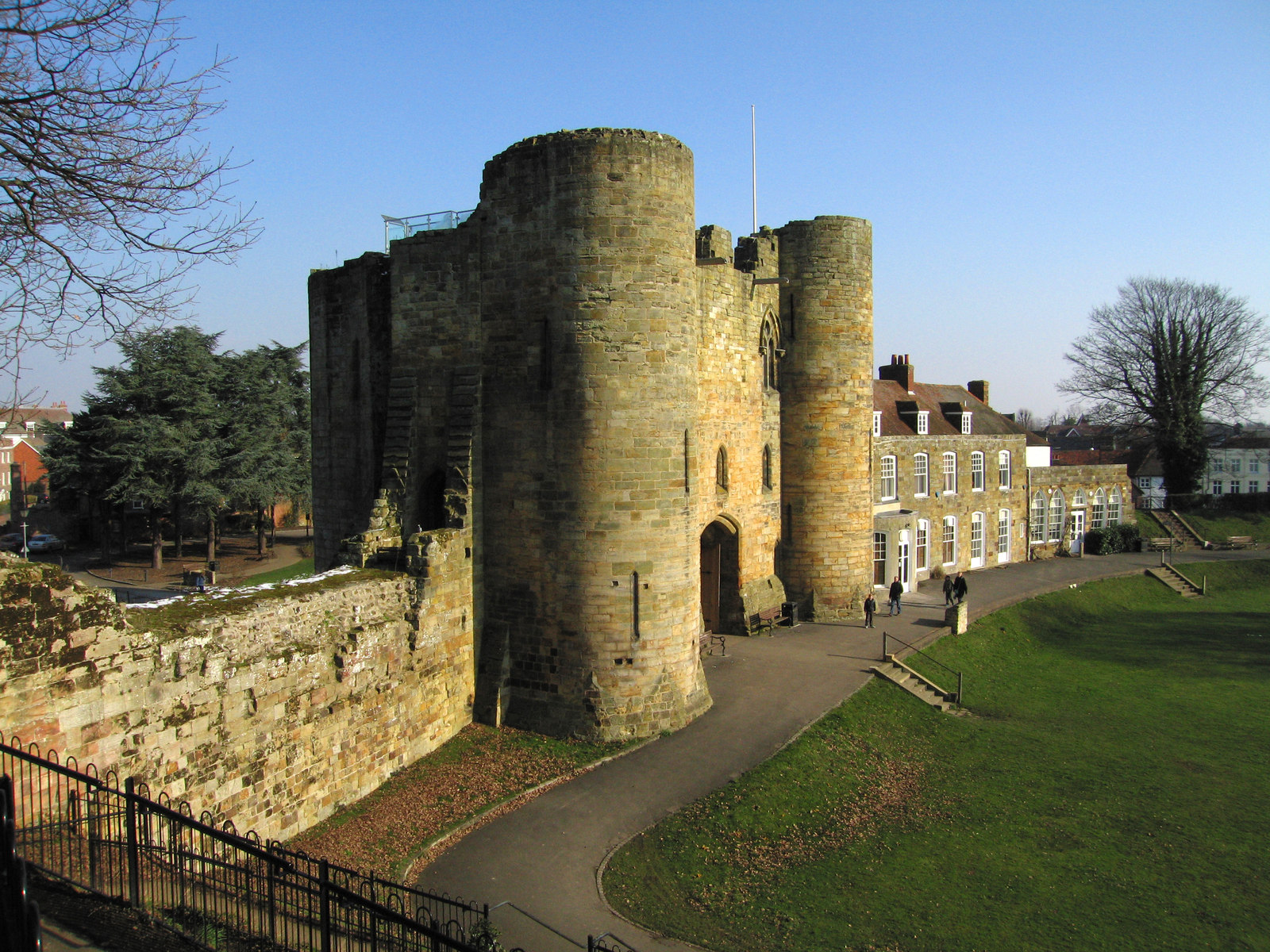
Altra veduta del castello

Il castello di Tonbridge (in inglese Tonbridge Castle) è una fortezza medievale in rovina della cittadina inglese di Tonbridge, nella contea del Kent (Inghilterra sud-orientale), realizzata tra la seconda metà dell'XI secolo e la metà del XIII secolo da membri della famiglia De Clare. 
L'edificio è classificato come castello di primo grado.

## Storia
La cittadina di Tonbridge, per la sua posizione lungo il fiume Medway, fu uno dei luoghi di importanza strategica assegnati da Guglielmo il Conquistatore ai propri sostenitori dopo la sua vittoria nella battaglia di Hastings del 1066.
La prima fortificazione in loco, un motte e bailey costituita da una fortezza in legno circondata da un fossato, venne fatta realizzare da Richard Fitzgilbert, componente della famiglia De Clare, che godeva, tra l'altro, di un grado di parentela con Guglielmo il Conquistatore. Per la realizzazione delle fondamenta, vennero impiegati dei lavoratori locali, che dovettero trasportare complessivamente circa 30.000 tonnellate di terra.
La fortezza in legno originaria sopravvisse probabilmente per circa una ventina d'anni, dopodiché venne sostituito da una fortezza in pietra.
Nel 1088, la famiglia De Clare, proprietaria del castello, sostenne una ribellione contro re Guglielmo II, figlio di Guglielmo il Conquistatore: nonostante il fallimento di tale ribellione, durante la quale le truppe reali misero a fuoco e fiamme la città di Tonbridge, venne concesso ai De Clare di rimaniere proprietari della fortezza.
A metà del XII secolo, la proprietà di Tonbridge e, di conseguenza, del castello, ancora in mano ai De Clare, venne reclamata dall'arcivescovo di Canterbury, che nel 1163 inviò un messaggero: quest'ultimo fu però costretto da Robert De Clare  a ingoiare il documento redatto dall'arcivescovo. 
In seguito, nel 1215, la famiglia De Clare sostenne una nuova rivolta contro la Corona: la rivolta provocò la vendetta di re Giovanni Senzaterra, il quale prese possesso del castello di Tonbridge.  Il re morì però l'anno seguente e il suo successore, Enrico III restituì la fortezza ai De Clare.
Nel 1230, dopo la morte di Gilbert de Clare, il castello di Tonbridge venne dato in gestione a Hugh de Burgh, tutore di Richard, il giovane figlio di Gilbert:  Richard de Clare sposò poi in segreto la figlia di Hugh De Burgh, in seguito scomunicato dall'arcivescovo di Canterbury, che nel frattempo aveva nuovamente reclamato la proprietà di Tonbridge e del suo castello. Il matrimonio tra Richard de Clare e la figlia di De Burgh venne però in seguito annullato da re Enrico III d'Inghilterra, che non appoggiava l'arcivescovo (il quale si sarebbe poi rivolto al Papa) e che si prese carico in prima persona della tutela di Richard.
Lo stesso Enrico III, ventitré anni dopo, concesse a Richard de Clare di realizzare delle fortificazioni attorno alla città di Tonbridge e di apportare delle modifiche al castello, che, dopo circa sei anni di lavori, assunse l'aspetto attuale.
Nel 1264, il castello venne attaccato e conquistato da Enrico III dopo che il nuovo proprietario Gilbert de Clare, figlio di Richard e omonimo del nonno paterno, aveva appoggiato una ribellione contro la Corona con a capo Simon de Montfort. Qualche anno dopo, si assistette però a una riconcilazione tra i De Clare e la Corona.
Il castello divenne quindi in seguito, dopo un matrimonio, di proprietà della famiglia Stafford, prima di tornare nuovamente di proprietà della Corona.
Il castello rimase in seguito per lo più disabitato nel periodo compreso tra il 1521 e la fine del XVIII secolo, se si eccettua il periodo in cui l'edificio era di proprietà diThomas Weller, che aveva acquisito la fortezza nel 1600 e che nel corso della guerra civile inglese sarebbe poi stato un sostenitore delle truppe parlamentariane.
In seguito, nel corso del XVIII secolo, alcune pietre del castello, che aveva subito gravi danni nel corso della guerra civile, vennero usate per realizzare dei ponti lungo il fiume Medway. A fine secolo, nel 1791, venne poi realizzata all'interno delle mure del castello una residenza per volere di Thomas Hooker.
Il 23 maggio 1900, si assistette a una cerimonia davanti al castello presieduta dal conte Stanhope, che sancì ufficialmente il passaggio della proprietà dell'edificio in mani pubbliche.
Nel corso della seconda guerra mondiale, il castello di Tonbridge costituì un avamposto strategico contro un'eventuale invasione da parte delle truppe tedesche.

## Architettura
Poco rimane dell'antico mastio, mentre è di dimensioni notevoli l'ingresso.
Il castello ospita al suo interno un museo dedicato alla storia della città di Tonbridge.

## Nella cultura di massa
Il castello di Tonbridge venne usato come una delle location della serie televisiva The Larkins.